# Konstitutionell demokratisk samling
Konstitutionell demokratisk samling (arabiska: التجمع الدستوري الديمقراطي; franska: Rassemblement constitutionnel démocratique) var ett politiskt parti i Tunisien bildat år 1934 och det statsbärande partiet i landet från  1956 till 2011 då det löstes upp. Dess ideologi var socialistisk och auktoritär, som medlem av socialistinternationalen.

## Historia

### Neo-Destour
Partiet bildades ursprungligen som det sekulära självständighetspartiet Neo-Destour (Ny författning) år 1934 av Habib Bourguiba och andra avhoppare från det antikoloniala Desturpartiet. Dess innersta krets bestod av intellektuella tunisier varav flera hade skaffat sig hög, akademisk utbildning i kolonialmakten Frankrike. Dit hörde förutom Bourguiba, Mahmoud Materi, Tahar Sfar och Bahri Guiga. De ville göra landet självständigt och rekryterade sina anhängare från landsbygden.
Efter andra världskriget tilläts tunisier att gå med i fackföreningar, och dessa knöts till partiet. När Tunisiens självständighet erkändes 1956 tog partiet makten, och året därpå avskaffade de monarkin och avsatte kung Muhammad VIII al-Amin varpå Bourguiba blev den nyutropade republikens president. Partiet lade fram Tunisiens konstitution den 1 juni 1959. Till en början verkade partiet för arabisk nationalism och en socialistisk ekonomisk politik med kollektivisering av jordbruket. Trots att ideologin var vänstersinnad var Neo-Destour västorienterad och USA-vänlig i kalla kriget politiska klimat. 

### Enpartistyre
Från 1963 då Tunisiska kommunistpartiet förbjöds av myndigheterna var Neo-Destour totalt dominerande i landets partipolitik. Efter en socialistisk omorientering ombildades Neo-Destour den 22 oktober 1964 och antog namnet Socialistiska Destourpartiet. 1964-1981 styrdes landet genom ett enpartisystem. I flerpartivalet 1981 vann partiet 94% av rösterna genom valalliansen Nationella fronten med den fackliga centralorganisationen Union Générale Tunisienne du Travail. I det nästföljande parlamentsvalet 1986 vann Socialistiska Destourpartiet genom en ny allians med fackförbund samt arbetsgivar-, bonde och kvinnoorganisationer totalt 100% av rösterna.
Habib Bourgiba förblev partiledare och landets president fram till den 7 november 1987 då han avsattes av den nyutnämnde premiärministern Ben Ali. Den sistnämnde genomförde ännu en namnändring på partiet som den 27 februari 1988 fick namnet Konstitutionell demokratisk samling. 

### Under Ben Alis styre
Protester mot riggade val och kränkningar av demokratiska rättigheter ledde fram jasminrevolutionen 2010-2011. Folkliga demonstrationer möttes med övervåld, något som fick Socialistinternationalen att utesluta partiet.
I januari 2011 tvingades Ben Ali att fly landet. Talmannen Fouad Mebazaa tog över som statschef.
Premiärministern Mohamed Ghannouchi formade en övergångsregering där även andra partier och representanter för det civila samhället tog plats. Den 18 januari lämnade Ghannouchi Konstitutionell demokratisk samling och den 27 januari genomförde han en regeringsombildning där samtliga tidigare partimedlemmar, förutom han själv, fick sparken. Fortsatta protester tvingade honom slutligen att avgå en månad senare. 
Den 9 mars upplöstes partiet genom domstolsbeslut. Förre försvars- och utrikesministern Kemal Mourjan och andra ledande partiföreträdare bildade då det nya partiet Initiativet som ställde upp i höstens val av konstitutionsråd.

### Fotnoter
1. ↑  Kenneth J. Perkins, A History of Modern Tunisia (Cambridge Univ. 2004) s.79.
2. ↑  Lisa Anderson, The State and Social Transformation in Tunisia and Libya, 1830-1980 (Princeton Univ. 1986) s.162-167, 171.
3. ↑  Nohlen, D, Krennerich, M & Thibaut, B (1999) Elections in Africa: A data handbook, s.918 ISBN 0-19-829645-2
4. ↑  Tunisia Inter-Parliamentary Union